# Carol Danvers
Carol Danvers (Captain Marvel, Ms. Marvel) là nhân vật giả tưởng xuất hiện trong truyện tranh Mỹ xuất bản bởi Marvel Comics. Được sáng tác bởi nhà văn Roy Thomas và họa sĩ Gene Colan, Carol Danvers lần đầu xuất hiện là thành viên lực lượng Không Quân Hoa Kỳ và đồng nghiệp của siêu anh hùng Mar-vell trong truyện Marvel Super-Heroes #13 (tháng 3 năm 1968). Về sau, Carol Danvers được biết đến là hiện thân đầu tiên của Ms. Marvel trong truyện Ms. Marvel #1 (tháng 1 năm 1977) sau khi DNA của cô được kết hợp với DNA của Mar-vell trong 1 vụ nổ, nhờ đó cô có được những sức mạnh siêu phàm. Xuất hiện lần đầu trong Kỷ Nguyên Bạc của Truyện Tranh (Silver Age of Comic Books), Carol Danvers thường được biết đến qua những loạt truyện cùng tên cuối những năm 1970 trước khi được kết hợp với các biệt đội siêu anh hùng Avengers và X-Men. Cô còn được biết đến là Binary, Warbird và Captain Marvel ở nhiều thời điểm khác nhau.
Carol Danvers được coi là "Nữ siêu anh hùng vĩ đại nhất Marvel" và "Avenger mạnh nhất của Marvel". Hiện thân Ms. Marvel của cô xếp thứ 11 trong danh sách "Top 50 Avengers" của IGN. Ngoài ra, cô còn xếp thứ 29 trong danh sách "100 Người Phụ Nữ Quyến Rũ Nhất Thế giới Truyện Tranh" của Comics Buyer's Guide.
Ngoài truyện tranh, Carol Danvers còn được nhắc đến ở các sản phẩm khác của Marvel (như trò chơi điện tử hay phim hoạt hình). Ngày 8 tháng 3 năm 2019, Marvel Studios sẽ phát hành phim điện ảnh người đóng về nữ siêu anh hùng này, với tựa đề Captain Marvel và nhân vật chính do nữ diễn viên Brie Larson thủ vai. Larson sẽ trở lại vai diễn này trong Avengers: Endgame (khởi chiếu tại Mỹ vào ngày 26 tháng 4 năm 2019).

## Sức mạnh và khả năng
- Sở hữu sức mạnh siêu phàm, siêu sức mạnh, siêu sức bền, hấp thụ năng lượng và điều khiển năng lượng.
- Có "giác quan thứ bảy" (có khả năng nhận thức vượt xa giới hạn con người, cô có thể cảm thấy mối nguy đang tới trước cả khi nó xuất hiện) và khả năng kháng lại hầu hết chất độc và đa số bệnh tật.
- Có thể chạm vào lỗ trắng trong vũ trụ từ đó có thể kiểm soát và điều khiển năng lượng của sao, nhiệt, phổ điện từ và trọng lực.[11] Cô cũng có thể tạo ra nhiệt, ánh sáng và bức xạ.
- Du hành với tốc độ ánh sáng và có thể sống sót trong chân không vũ trụ.
- Bay với tốc độ gấp sáu lần tốc độ âm thanh.[12]
- Hấp thụ các dạng năng lượng khác như điện.
- Có thể chịu được áp lực từ trọng lượng 92 tấn, và tấn công với một mức lực tương tự.[13]
- Tự tái tạo bản thân: Khả năng điều tiết năng lượng cho phép cô tăng tốc khả năng tự hồi phục, sống sót qua những tổn thương nghiêm trọng.
- Điểm yếu: Về mặt tinh thần, cô dễ bị tẩy não, bị điều khiển trí óc, sức mạnh có thể tụt sau khi chiến đấu lâu ngày; giống với Superman, Captain Marvel không thể chống lại đối thủ dùng phép thuật.

## Trong phim ảnh

### TrongVũ trụ điện ảnh Marvel (MCU)

Brie Larson đóng vai Carol Danvers trong phim Đại úy Marvel ra mắt vào năm 2019.

Brie Larson sẽ là người đóng vai nhân vật Danvers trong các phim Vũ trụ Điện ảnh Marvel. Cô sẽ xuất hiện lần đầu tiên trong Captain Marvel với vai trò là nhân vật chính sẽ được công chiếu tại Hoa Kỳ từ ngày 8 tháng 3 năm 2019. Và sẽ tiếp tục xuất hiện trong Avengers: Endgame dự kiến phát hành vào ngày 26 tháng 4 năm 2019 tại Hoa Kỳ.
Trong phim Đại úy Marvel (2019), cô là một phi công thử nghiệm làm việc theo Tiến sĩ Wendy Lawson; Trong khi thử nghiệm một động cơ thử nghiệm với cô, họ đã bị Kree bắn hạ và Lawson tiết lộ rằng cô là một kẻ phản bội mà Kree gọi tên là Mar-Vell, người đã làm việc chống lại chính phủ của cô để hỗ trợ Skrulls tị nạn. Kree giết Mar-Vell, nhưng Danvers phá hủy thành công động cơ, và vụ nổ của nó khiến cô có khả năng thao túng năng lượng cực kỳ mạnh mẽ. Sau một thời gian trong làm việc cho Kree Starforce nơi ký ức con người của cô bị đè nén. Cô trở về Trái đất, phát hiện ra nguồn gốc của mình khi làm việc với Nick Fury, và giải phóng toàn bộ tiềm năng của cô. Bộ phim kết thúc với việc cô rời đi cùng với những người tị nạn Skrull để tìm cho họ một hành tinh mới, nhưng cô để lại một máy nhắn tin sửa đổi với Nick Fury mà anh có thể sử dụng để gọi cô trong trường hợp khẩn cấp. Fury lấy cảm hứng từ tấm gương của cô để đề xuất tập hợp các cá nhân đặc biệt lại với nhau để bảo vệ Trái đất khỏi các mối đe dọa độc đáo; ông đặt tên cho giao thức này là "Sáng kiến Avengers" theo tên gọi cũ của Danvers. Trong phần giữa của phần Cảnh hậu danh đề ở cuối phim, lấy bối cảnh các sự kiện sau Avengers: Cuộc chiến vô cực (2018), cô trở về Trái đất sau khi trả lời tín hiệu đau khổ của Fury, chỉ để đối đầu với các thành viên còn sống sót của Avengers, người đang theo dõi máy nhắn tin của Fury sau khi Thanos tiêu diệt nửa sự sống của vũ trụ. Sau đó, cô hỏi họ về số phận của Fury, không biết rằng anh ta nằm trong số những người bị giết.

### Trong một số phim khác
- Carol Danvers xuất hiện với vai Captain Marvel trong bộ phim hoạt hình Avengers Confidential: Black Widow & Punisher.[18]
- Kim Raver lồng tiếng cho Captain Marvel trong bộ phim hoạt hình năm 2018: Marvel Rising: Secret Warriors.[19]